# Peter Francis Stevens
Peter Francis Stevens nascut el 1944, és un botànic britànic que treballa als Estats Units. Va treballar com a investigador en el Jardí Botànic de Missouri i com a professor de Biologia a la Universitat de Missouri - Saint Louis. És un dels membres del «grup per a la filogènia de les angiospermes» (en anglès: Angiosperm Phylogeny Group, APG) que creà els sistemes de classificació de plantes coneguts com a APG I, APG II i APG III. Stevens manté un lloc web, anomenat Angiosperm Phylogeny Website, que opera des del 2001 i posa al dia la recerca sobre filogènesi de les plantes amb flors (angiospermes).

## Algunes publicacions

### Llibres
- -------, scott w. Brim. 1978. Generic limits in the tribe Cladothamneae (Ericaceae), and its position in the Rhododendroideae. Ed. Arnold Arboretum, Harvard University
- 1994. The development of biological systematics: Antoine-Laurent de Jussieu, nature, and the natural system. Ed. Columbia University Press. 616 pp. ISBN 0231064403
- ferdinand von Mueller, peter francis Stevens. 1997. The scientific savant in nineteenth century Australia. Volumen 11, Nº 3 de Historical records of Australian science. Ed. Australian Academy of Science. 174 pp.

## Algunes espècies descrites per Peter F. Stevens
Stevens ha descrit més de 200 tàxons.
família Clusiaceae
- Bonnetia ahogadoi (Steyerm.) A.L.Weitzman & P.F.Stevens
- Bonnetia fasciculata P.F.Stevens & A.L.Weitzman
- Bonnetia rubicunda (Sastre) A.L.Weitzman & P.F.Stevens
- Calophyllum acutiputamen P.F.Stevens
- Calophyllum aerarium P.F.Stevens
- Calophyllum alboramulum P.F.Stevens
- Calophyllum andersonii P.F.Stevens

família Ericaceae
- Agapetes prostrata P.F.Stevens
- Agapetes rubropedicellata P.F.Stevens
- Agapetes shungolensis P.F.Stevens
- Agapetes sleumeriana P.F.Stevens
- Dimorphanthera albida P.F.Stevens
- Dimorphanthera amplifolia (F.Muell.) P.F.Stevens
- Dimorphanthera angiliensis P.F.Stevens

família Flacourtiaceae
- Ryparosa porcata P.F.Stevens

família Lomandraceae
- gènere Romnalda P.F.Stevens
- Romnalda papuana (Lauterb.) P.F.Stevens

família Meliaceae
- Chisocheton gliroides P.F.Stevens
- Chisocheton montanus P.F.Stevens

família Myrsinaceae
- Tapeinosperma alatum D.E.Holland & P.F.Stevens

família Thymelaeaceae
- Phaleria longituba P.F.Stevens
- Phaleria okapensis P.F.Stevens

família Violaceae
- Rinorea belalongii P.F.Stevens
- Rinorea cinerea (King) Jarvie & P.F.Stevens